# الهيئة السعودية للمدن الصناعية ومناطق التقنية
الهيئة السعودية للمدن الصناعية ومناطق التقنية «مدن» أنشئت عام 2001م، وتتمثل مسؤولية «مدن» في تطوير الأراضي الصناعية والإشراف عليها في المملكة العربية السعودية، كما تتمثل كذلك في الإشراف على مناطق التقنية كَونها أحد ركائز تمكين الصناعة بالمملكة، وجعلها قادرة على المنافسة محليًا وعالميًا.
وبوصفها جهة مستقلة في القيام بتنظيم وتشجيع إقامة المدن الصناعية ومناطق التقنية في السعودية على أراض صناعية تابعة للقطاعين القطاع العام والقطاع الخاص، وفقاً لما يتوجب عليها من مهمة تشجيع القطاع الخاص على المشاركة في تطوير وتشغيل وصيانة المدن الصناعية، فإن مسؤولية «مدن» تمتد إلى ضرورة قيامها بخلق بيئة مثالية لتطوير ورفع مستوى مناطق التقنية في المملكة العربية السعودية.
قامت «مدن» بإنشاء 35 مدينة صناعية بما في ذلك خمس واحات «واحات صناعية» ملائمة لعمل المرأة، يطلق عليها اسم «واحات مدن»، كما تشرف «مدن» على تنظيم هذه المدن المنتشرة في جميع أنحاء ومناطق المملكة. وعملت «مدن» على تطوير مساحة تزيد على 193,3 مليون متر مربع في مدنها الصناعية، وشمل ذلك مدنها في: الرياض وجدة والدمام ومكة المكرمة والقصيم والأحساء والمدينة المنورة وعسير والجوف وتبوك وحائل ونجران والخرج وجازان والباحة وعرعر والزلفي وسدير وشقراء والطائف وغيرها من المدن الصناعية. وتزيد الاستثمارات في هذه المدن عن 500 مليار ريال (133 مليار دولار)، ويعمل في هذه المدن الصناعية أكثر من 528 ألف عامل وموظف.
يبين الجدول التالي المساحة الكلية في المدن الصناعية حتى نهاية عام 2017:
| مسلسل | المدينة الصناعية | المساحة الإجمالية (م²) | المساحة المطوَّرة (م²) |
| ----- | ---------------- | ---------------------- | -------------------- |
| 1     | الرياض الأولى    | 500,000                | 500,000              |
| 2     | الرياض الثانية   | 19,000,000             | 19,000,000           |
| 3     | الرياض الثالثة   | 1,000,000              | 1,000,000            |
| 4     | القصيم الأولى    | 1,500,000              | 1,500,000            |
| 5     | الدمام الأولى    | 2,500,000              | 2,500,000            |
| 6     | الدمام الثانية   | 25,000,000             | 25,000,000           |
| 7     | الأحساء (الأولى) | 1,500,000              | 1,500,000            |
| 8     | جدة الأولى       | 12,000,000             | 12,000,000           |
| 9     | جدة الثانية      | 8,000,000              | 8,000,000            |
| 10    | مكة المكرمة      | 730,000                | 730,000              |
| 11    | المدينة المنورة  | 17,000,000             | 10,000,000           |
| 12    | حائل             | 3,880,000              | 2,560,000            |
| 13    | عرعر             | 2,000,119              | 1,000,000            |
| 14    | تبوك             | 4,000,000              | 4,000,000            |
| 15    | عسير             | 2,700,000              | 2,700,000            |
| 16    | واحة الأحساء     | 543,431                | 543,431              |
| 17    | الخرج            | 99,000,000             | 24,000,000           |
| 18    | شقراء            | 10,000,000             | 1,000,000            |
| 19    | الزلفي           | 18,000,000             | 1,000,000            |
| 20    | سدير             | 265,000,000            | 16,800,000           |
| 21    | ضرماء            | 11,500,000             | 3,850,000            |
| 22    | القصيم الثانية   | 4,000,000              | 2,000,000            |
| 23    | الدمام الثالثة   | 48,500,000             | 10,500,000           |
| 24    | حفر الباطن       | 100,000,000            | 1,500,000            |
| 25    | الأحساء الثانية  | 300,000,000            | 4,000,000            |
| 26    | جدة الثالثة      | 80,000,000             | 24,000,000           |
| 27    | واحة جدة         | 5,000,000              | 2,500,000            |
| 28    | الباحة           | 3,000,000              | 1,300,000            |
| 29    | جازان            | 39,000,000             | 2,300,000            |
| 30    | نجران            | 7,600,000              | 3,000,000            |
| 31    | رابغ             | 75,567,586             | 2,000,000            |
| 32    | وعد الشمال       | 29,000,000             | 0                    |
| 33    | الجوف            | 3,000,000              | 970,000              |
| 34    | واحة ينبع        | 500,544                | 0                    |
| 35    | واحة القصيم      | 740,000                | 0                    |
|       | المجموع          | 1,462,261,680          | 193,253,431          |

## واحات مدن
| مسلسل | واحة مدن     | المساحة الإجمالية (م²) |
| ----- | ------------ | ---------------------- |
| 1     | واحة الأحساء | 543,431                |
| 2     | واحة جدة     | 5,000,000              |
| 3     | واحة القصيم  | 740,000                |
| 4     | واحة الجوف   | 3,000,000              |
| 5     | واحة ينبع    | 500,544                |

## المصانع الجاهزة
حرصت «مدن» على دعم المستثمِرين الصناعيين أصحاب المشاريع الصغيرة والمتوسطة، بتوفير مبانٍ صناعية تتوفَّر فيها صالات مجهَّزة للإنتاج ومواقف للسيارات ومناطق خضراء ومكاتب إدارية. وتركز فكرة هذا المشروع على تخفيف عملية إنتاج المستثمر، حيث لا يتعين عليهم الانخراط في عمليات التصميم والبناء التي تستغرق وقتاً طويلاً. وتتوفر المصانع الجاهزة بمساحة كلِية قَدْرُها 1500م2 و700م2، وتستهدف الصناعاتِ النظيفة والخفيفة مثل الصناعات الغذائية والطبية، وكذلك الصناعات الكهربائية والإلكترونية، والصناعات التي تعتمد على الطباعة ثلاثية الأبعاد.

## مدينة سدير للصناعة والأعمال
تُوْلي المملكة مدينة سدير للصناعة والأعمال عناية خاصة، فهي تُعَدُّ مِن أكبر المدن الصناعية، وقد أُنشئت عام 1430هـ/2009م، في موقع مميَّز لكونها تقع على الطريق السريع بين الرياض والقصيم ويمرُّ قطار سار من خلالها وقد شهدت تطويرًا لمساحة 16.8 مليون م2، من جملة مساحتها التي تبلغ 265 مليون م2، وتم التركيز فيها على بناء بنية تحتية متكاملة الخدمات، بهدف الوصول إلى مدينة نموذجية بمواصفات خاصة وبمعايير عالمية. وتُعَدُّ مدينة سدير للصناعة والأعمال أكبر مدينة صناعية قريبة من الرياض تخدم أهداف المستثمِرين الصناعيين، وتضمُّ منطقة للصناعات الطبية، وتتميَّز بوجود أول مجمَّع للصناعات الدوائية، وآخَر لصناعات مواد البناء، حيث تضمُّ 304 مصنعاً ما بين منتج وقائمٍ وتحت الإنشاء والتأسيس في مختلف الأنشطة الصناعية. تم تخصيص مساحة 77 ألف م2 لإنشاء مجمَّع خاص لإنتاج أدوية السرطان، بشراكةٍ سعودية كورية جنوبية، وهو يُعَدُّ الأول من نوعه في هذا المجال.
كما أعلنت «مدن» في مارس 2024 عن تخصيص أرضٍ صناعية مساحتها 124 ألف متر مربع في مدينة سدير للصناعة والأعمال للاستثمار في مجال الصناعات الغذائية والمشروبات، وذلك في إطار الأهداف الاستراتيجية لـ "مدن"، ويستهدف المشروع الصناعي الجديد توفير 745 فرصة وظيفية.

## المدن الصناعية قيد التطوير
تقوم «مدن» بتطوير المدن الصناعية الجديدة في كل من سدير وجازان وعرعر والخرج والقريات والزلفي والباحة والمدينتين الصناعيتين الثانية والثالثة بجدة. ويعد ذلك إعادة تطوير للمدن الصناعية القائمة، فضلاً عن بناء مصانع نموذجية.وفي 31 ديسمبر 2023 أعلنت «مدن» عن توقيع عشرة عقود بقيمة 538 مليون ريال مع شركات من القطاع الخاص لمشاريع تطوير جديدة في ست مدن صناعية بالمملكة « الإحساء- المدينة المنورة- تبوك- حائل- الدمام- الطائف».
تعرف المناطق التقنية في جميع أنحاء العالم بالمجمعات العلمية، والمجمعات التقنية، ومجمعات البحوث، أو مراكز الابتكار. ويشير مصطلح منطقة التقنية إلى التركيز على التقنية، والابتكار، ومشاركة الشركات المستأجرة في الأنشطة القائمة على المعرفة.
وتعرّف الجمعية الدولية لمجمعات العلوم مجمّع التقنية على أنه:
- مبادرة قائمة على الملكية، لها صلات رسمية وتنفيذية مع الجامعات أو غيرها من مؤسسات التعليم العالي، أو المراكز الرئيسية للبحوث
- مصممة بشكل يهدف إلى تشجيع تشكيل ونمو الصناعات القائمة على المعرفة، أو الشركات ذات القيمة العالية المضافة، والتي تكون مقيمة عادة في الموقع.

تضمَّن تنظيم هيئة المدن الصناعية ومناطق التقنية (مدن) الصادر بقرار مجلس الوزراء رقم (235) وتاريخ (27/8/1422 هـ) تعريفاً للمناطق التقنية تمثَّل بالآتي:
ووفقاً للمادتين السادسة عشرة والثامنة عشرة من تنظيم «مدن»، فإنه لا يجوز إنشاء أو إدارة أو تطوير أو تشغيل أو صيانة أي مدينة صناعية محددة (مدن صناعية ومناطق تقنية) إلا بموافقة «مدن» التي تقوم بإصدار الرخص اللازمة موضحاً فيها الضوابط والاشتراطات وفقاً لأحكام هذا التنظيم ولائحته التنفيذية.
تعمل «مدن» على إقامة وإنماء مناطق تقنية حديثة، وذلك من خلال توفير الأراضي والمواقع المخصَّصة للتجمُّعات العلمية، وإرساء البنية التحتية وتوفير الخدمات الإضافية لتكوين وسط علمي متطور يحثُّ على الاختراع والابتكار والإبداع في مجالات مختلفة بما يضمَن تنمية الصناعات الخدمية والحيوية وحاضنات الأعمال والتقنية، وحَثّ المستثمرين وتشجيعهم على إقامة المنشآت الصناعية عالية التقنية، كما تعمل «مدن» أيضاً على دعوة واستقطاب الجامعات ومراكز البحث والتطوير العلمي وأصحاب الفكر والإبداع للمشاركة في تنمية وتطوير منظومة العلوم والتقنية في المملكة، وتهيئة البنية الأساسية والخدمات الضرورية لتنمية صناعات متقدِّمة عالية التقنية.
وانطلاقاً من اختصاص «مدن» بإصدار تراخيص التشغيل والتطوير للمناطق التقنية التي يتمُّ إنشاؤها على الأراضي الحكومية أو أراضي القطاع الخاص، فقد استهدفتْ إصدار رُخَص تطوير للأودية التقنية التي يتم إنشاؤها داخل الجامعات (وادي الرياض للتقنية، وادي الظَّهْران للتقنية، وادي جدَّة للتقنية، وادي مكة للتقنية)، والمدينة التقنية التابع للمؤسَّسة العامة للتقاعُد (الرائدة المدينة الرقمية)، والتي بلغ مجموع مساحاتها أكثر من 4.661 مليون م2. وقد أصدرتْ «مدن» حتى الآن رُخَص تطوير ثلاث مناطق تقنية على مساحة 2.901 مليون م2 وهي: الرائدة المدينة الرقمية، ومجمَّع وادي الرياض للتقنية، ومجمَّع وادي مكة التقني، ويجري العمل على إصدار التراخيص اللازمة للمجمعَّات المتبقِّية.

## المدراء العامون ل «مدن»
تولى الدكتور توفيق الربيعة منصب المدير العام لـ «مدن» خلال الفترة من أبريل 2007 إلى ديسمبر 2011.
وعقبه تولى المهندس صالح الرشيد المنصب خلال الفترة من ديسمبر 2011 حتى أبريل 2017.
عقب ذلك تولى المهندس خالد السالم منصب المدير العام مكلفاً خلال الفترة من أبريل 2017، حتى عُيَّن رئيساً تنفيذياً للهيئة بقرار مجلس إدارتها في سبتمبر 2017م وحتى 2022م.
وتولى المهندس ماجد العرقوبي منصب الرئيس التنفيذي من شهر نوفمبر 2022م.

## مبادرات «مدن»

### مبادرة التكامل الصناعي (أرض وقرض صناعي)
هي مبادرة أطلقتها هيئة المدن الصناعية ومناطق التقنية بالتعاون مع صندوق التنمية الصناعي في عام 2018، إثر توقيع مذكرة تفاهم بين «مدن» وصندوق التنمية الصناعي. وهي تمكن المستثمر من التقديم على طلب التمويل، وتخصيص الأرض للاستثمار الصناعي في طلب واحد، ومتابعة جميع احتياجات مشروعه الصناعي عبر جهة اتصال واحدة.

#### هدف المبادرة
طرحت المبادرة بهدف اختصار الوقت والجهد للمستثمر، ومواءمة المتطلبات والإجراءات بين «مدن» وصندوق التنمية الصناعي. إلى جانب العمل على تخفيف الأعباء المالية التي يتحملها المستثمر الصناعي، حيث يتم تخصيص وفوترة الأرض الصناعية بعد موافقة الصندوق على التمويل، بدلا من الإجراء المتبع سابقا بالبدء بدفع رسوم إيجار الأرض، قبل التقديم على القرض الصناعي.

#### تقديم الطلبات
يتيح كلا الموقعين لـ«مدن» والصندوق روابط للتقديم تحت عنوان (خدمة أرض وقرض صناعي) أو (مصنع وقرض صناعي)، يرفع المستثمر الطلب من خلالهما، وتتم متابعته والإشراف عليه من قبل صندوق التنمية الصناعي.

## إنجازات

### مؤشر SIRI
حققت الهيئة في عام 2022م نجاحًا لتقييم 58 مصنعًا على مؤشر SIRI الدولي لقياس مستوى تبني المنشآت لتطبيقات الثورة الصناعية الرابعة، لما قدمته الهيئة من مساعدة للمصانع على تحقيق أعلى معدلات الكفاءة الإنتاجية.

### مبادرة مدن
- حققت مبادرة "مدن" استثمارات وقدرها 35 مليون دولار من أهمها توطين صناعات الطائرات العسكرية، والطائرات بدون طيار.[9]
- وفق تقرير مدن السنوي حققت الاستثمارات الجديدة في مباردة مدن في العام 2023م ارتفاعًا نسبته 63% بواقع 891 استثمارًا محليًا وأجنبيًا، حيث نمت الاستثمارات الأجنبية المستقطبة بنسبة 85% مقارنة بعام 2022م.[10]